# Huta Gunicka
Huta Gunicka (do 1945 niem. Alte Glashütte) – obecnie część lasu, uroczysko, dawniej osada w Polsce położona w województwie zachodniopomorskim, w powiecie polickim, w gminie Dobra na obszarze Puszczy Wkrzańskiej. Osada usytuowana była w pobliżu rzeki Gunica, ok. 0,5 km na południe od wsi Węgornik.

## Historia
Kiedyś istniała tu niewielka huta szkła. Zabudowania związane z tą hutą były faktycznie częścią nieistniejącej już osady Jutroszewo. Obecnie po osadzie pozostały fundamenty niektórych budynków, cały obszar jest porośnięty lasem. W odległości ok. 900 m na południowy wschód znajdują się pozostałości kolejnej niezamieszkanej osady – Jutroszewa.
Nazwę Huta Gunicka wprowadzono urzędowo w 1947 roku.